# Das Begräbnis der Sardine
Das Begräbnis der Sardine (El entierro de la sardina) ist der Titel eines Gemäldes von Francisco de Goya. Es zeigt das gleichnamige Madrider Karnevalsfest am Aschermittwoch als grotesken Totentanz. Das Kabinettstück befindet sich im Besitz der Real Academia de Bellas Artes de San Fernando in Madrid.

## Beschreibung
Das im Hochformat angelegte Ölgemälde auf Holz mit den Abmessungen 82,5 × 62 cm zeigt eine Tanzszene inmitten des turbulenten Volksfestes Entierro de la sardina, das alljährlich in Form einer rituellen Bestattung einer Sardine stattfindet und symbolisch das Ende der Karnevals- und den Beginn der Fastenzeit anzeigt.
Die Bildmitte zeigt eine ausgelassen tanzende Personengruppe aus zwei weißgekleideten Frauengestalten und einer dunkleren männlichen Figur in langen Gewändern gemeinsam vor einem dunklen, fast schwarzen Banner, auf dem ein groteskes Narrengesicht grinst. Das Narrenbanner, das von einer schwarzgekleideten Figur mit schwarzem Hut schräg in die Höhe gehalten wird, dominiert das Werk auf optischer Mitte. Die beiden hellen Frauenfiguren sind malerisch präzise ausgearbeitet und heben sich farblich deutlich vom Bildhintergrund ab, der in abgetönten Farben angelegt wurde. Beide Frauen haben weißgeschminkte Gesichter und rote Tupfer auf den Wangen, ihre Häupter sind bekränzt – es könnten auch starre Masken sein, die sie tragen. Hinter der linken Frauenfigur, die scheinbar vergnügt ihre Arme zum Himmel reckt, folgt eine dunkle Teufelsfigur, die in eine Art Pelz mit gehörnter Kapuze gehüllt ist. Die Gestalt trägt eine totenkopfähnliche Maske und scheint sich synchron zu der Tänzerin zu bewegen. Dem gehörnten Teufel folgt gegen den Uhrzeigersinn ein Picador mit schwarzem, breitkrempigem Hut, dessen Spieß in Richtung des Unterleibs des tanzenden Mädchens deutet. Sämtliche Figuren führen eine Art Rundtanz auf, bei dem es sich um eine Jota handeln könnte.
Aus dem linken Bildrand stürmt eine dunkle Bärengestalt mit klauenbewehrten Pranken und aufgerissenem Maul auf die Tanzgruppe zu. Im Vordergrund, am unteren Bildrand, sitzen zwei Paare, die sich in den Armen halten und dem bunten Treiben zuschauen, am rechten unteren Bildrand sitzt eine weitere einzelne Figur, die das angedeutete Rund, das die Tanzgruppe umgibt, optisch abschließt. Der Bär, die Teufelsfigur, der Bannerträger und der rechte Tänzer bilden ein gedachtes Dreieck in Schwarztönen, das einen Hell-Dunkel-Kontrast zu den Tänzerinnen bildet.

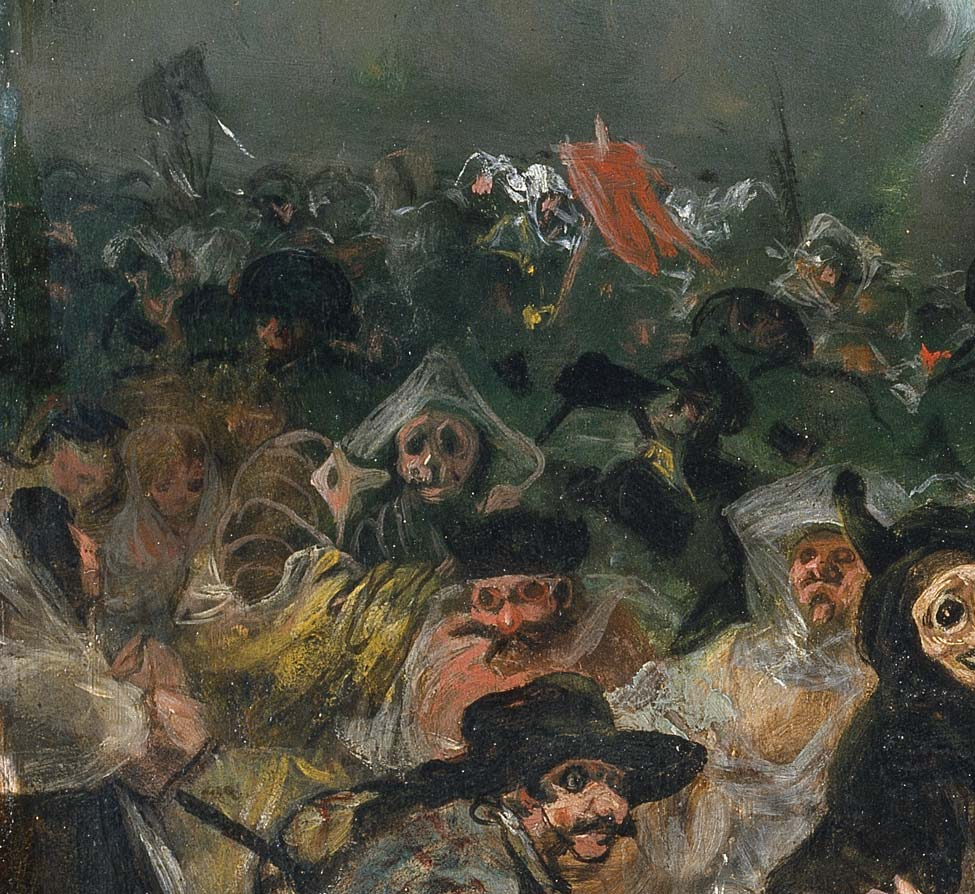
Ausschnitt

Die drängende Menschenmenge im Hintergrund ist dagegen nur mit fast lasierend flüchtigen Strichen angedeutet und vom Künstler mit weißen Lichtern und schwarzen oder roten Akzenten versehen worden, die Fahnen oder Kopfbedeckungen wie Schleier, Hauben und Hüte vermuten lassen. Entgegen seiner sonstigen Detailtreue verzichtete Goya dabei weitgehend auf ausgearbeitete Darstellungen. Die meisten Gestalten, darunter einige Kinder, tragen Masken, manche klatschen in die Hände und bewegen sich scheinbar rhythmisch zum Geschehen im Vordergrund. Den Hintergrund bildet blauer Himmel, der von einer weißen Wolkenwand unterbrochen wird, die den Übergang zu der Menschenmenge bildet. Der gedachte Horizont, etwa auf Bildmitte, ist nach rechts abfallend. Vor dem Himmel ragt auf dem linken Drittel ein Baum bis über den oberen Bildrand hinaus; am linken und rechten Bildrand finden sich weitere, mit flüchtig geschwungenen Pinselstrichen angedeutete Bäume. Das von links einfallende Licht lässt späte Nachmittags- oder beginnende Abendstunden vermuten: Der Beginn des Sardinenfestes ist meistens am Dienstagabend vor Aschermittwoch. Insgesamt besitzt das Gemälde eine „erdige“ Grundstimmung, in der abgedunkelte Grün-, Braun- und Terrakottatöne vorherrschen. Seit seinen Szenen der napoleonischen Kriege (vgl. Die Erschießung der Aufständischen) reduzierte Goya die „Schönfarbigkeit“ seiner früheren Genrebilder und setzte vermehrt Hell-Dunkel-Kontraste und bräunlich-graue Töne abseits des klassizistischen Schönheitsideals ein.

## Einordnung in Goyas Werk
Die Entstehungszeit des Gemäldes wird allgemein zwischen 1812 und 1819 während oder im Anschluss an die Radierungen Desastres de la Guerra angegeben, die vor dem Hintergrund der Napoleonischen Kriege auf der Iberischen Halbinsel von 1807 bis 1814 entstanden. Die Goya-Expertin Sarah Symmon datiert das Bild auf 1816. Der Kunsthistoriker Fred Licht bezeichnet Das Begräbnis der Sardine als eines von Goyas „Gelegenheitsbildern, in denen der Künstler Themen wie Kranke, Geistesgestörte, Narren, fahrendes Volk, Betrunkene, Zigeuner und Randgruppen der Gesellschaft darstellte – Menschen, zu denen Goya eine gewisse Solidarität verspürte.“ Weitere bekannte Werke dieser Periode sind die Flagellanten-Prozession (1812–1814) oder das Irrenhaus (1815–1819). Etwa zur gleichen Zeit befasste sich Goya in den Stierkampf-Studien der grafischen Serie Tauromaquia mit volksnahen Sujets.

## Deutungen
Unter dem Aspekt der Nachwirkungen des Krieges wird das Bild manchmal als närrischer Freudentanz über die Befreiung von der französischen Fremdherrschaft (1813) betrachtet, zumal der Karneval in Spanien unter Joseph Bonaparte zeitweise verboten war. Trotz aller Ausgelassenheit strahlt das Werk eine eher düstere, unheilvolle Grundstimmung aus, die einem grotesken Totentanz nahekommt, während der unruhige Hintergrund an die Darstellung eines Volksaufstandes erinnert und in der Komposition einem Schlachtengemälde ähnelt. Das Absurde an dem Sujet ist die Verkehrung, die dem Fest zugrunde liegt: Indem die Fastenspeise Fisch symbolisch beerdigt wird, wird quasi die Fastenzeit beerdigt, obwohl sie – der Kirche entsprechend – gerade erst beginnt.
Die Narren können in diesem Kontext als Vanitas-Symbole gedeutet werden, zumal der Tod in tradierten karnevalesken Szenerien als Narrengestalt dargestellt wird. Das Motiv des Narren als Metapher für Vergänglichkeit, Absurdität und verkehrte Welt faszinierte Goya ebenso wie sämtliche Topoi, die von Ausschweifungen, Rausch, Verderbnis oder Wahnsinn handeln. Überdies beschäftigte den Maler stets die Frage nach der wahren Identität des Menschen, und so befasste er sich – dem Zeitalter der Aufklärung entsprechend – in zahlreichen Werken mit dem Thema des Betrugs und des Irrtums, der Maskerade, des Wandels und der Verstellung sowie der Verblendung im politischen wie im religiösen Kontext: 1814 musste sich der Hofmaler vor der vom reaktionären König Ferdinand VII. wieder eingeführten Inquisition verantworten. Ferdinand, der nach seiner Befreiung vom spanischen Volke zunächst gefeiert wurde, machte schnell alle aufklärerischen Hoffnungen zunichte und stützte sich wieder auf das „alte System“ aus Adel und Klerus.

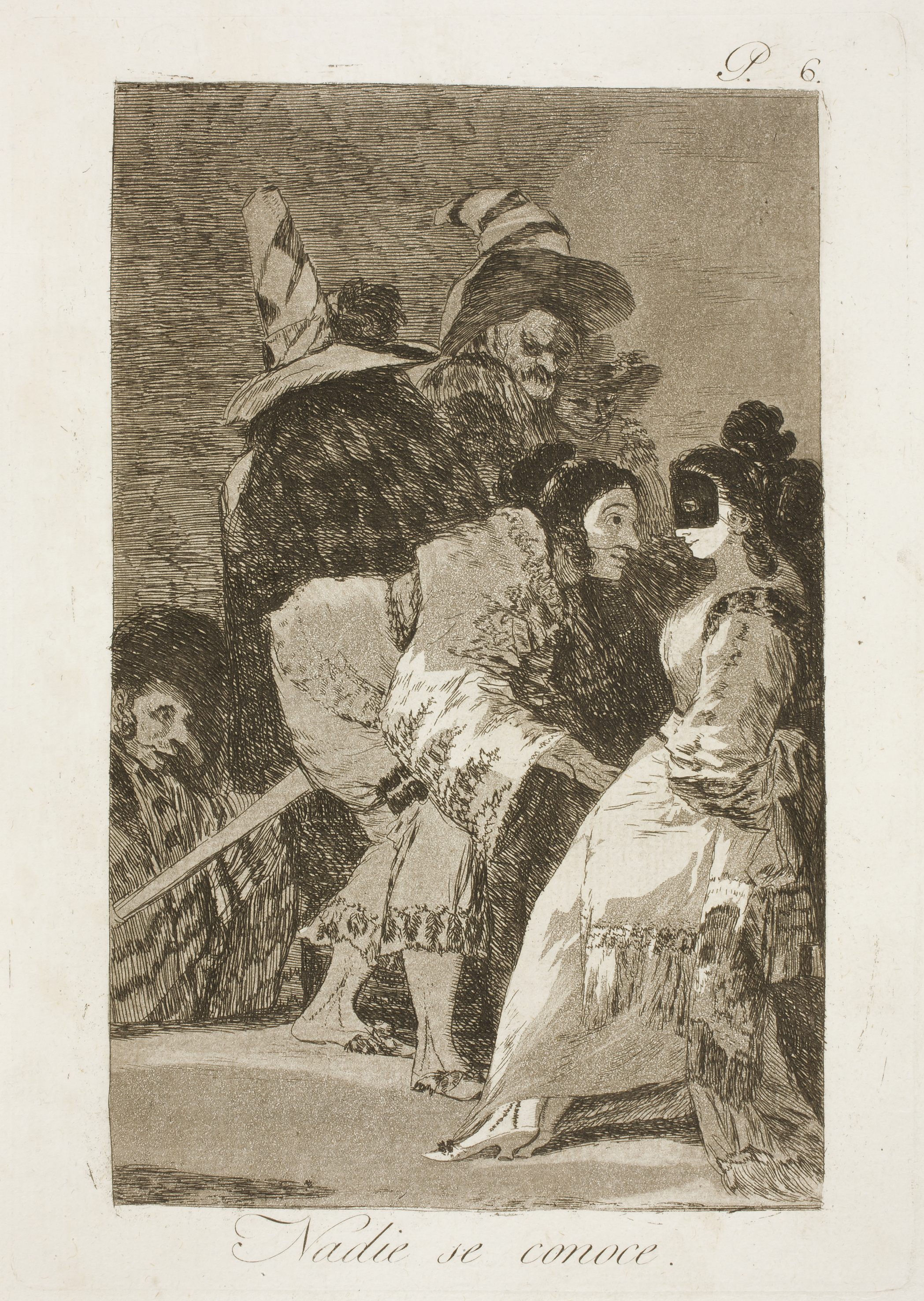
Goya: Caprichos No. 6 – Nadie se conoce, Aquatinta-Radierung, 1799

Eine frühere Studie Goyas zum „Karneval des Lebens“ findet sich beispielsweise in dem Blatt Nr. 6 Nadie se conoce (Niemand kennt sich) aus den Los Caprichos von 1799. Aus dem Jahr 1816 existiert eine ebenfalls als Entierro de la sardina betitelte Zeichnung Goyas, in der maskierte Mönche und Nonnen um eine mit dem Wort „MORT(U)US“ und päpstlichen Insignien versehene Fahne tanzen. Die Zeichnung, die sich im Prado in Madrid befindet, weist deutliche Abweichungen zum ausgeführten Gemälde auf: Das Wort „MORT(U)US“ (lateinisch für „gestorben“, „tot“) wird in dem hier besprochenen Gemälde durch das Narrengesicht symbolisiert, die Nonnen ersetzte Goya durch die beiden lebenslustigen jungen Frauen, den Mönch durch den Tänzer.

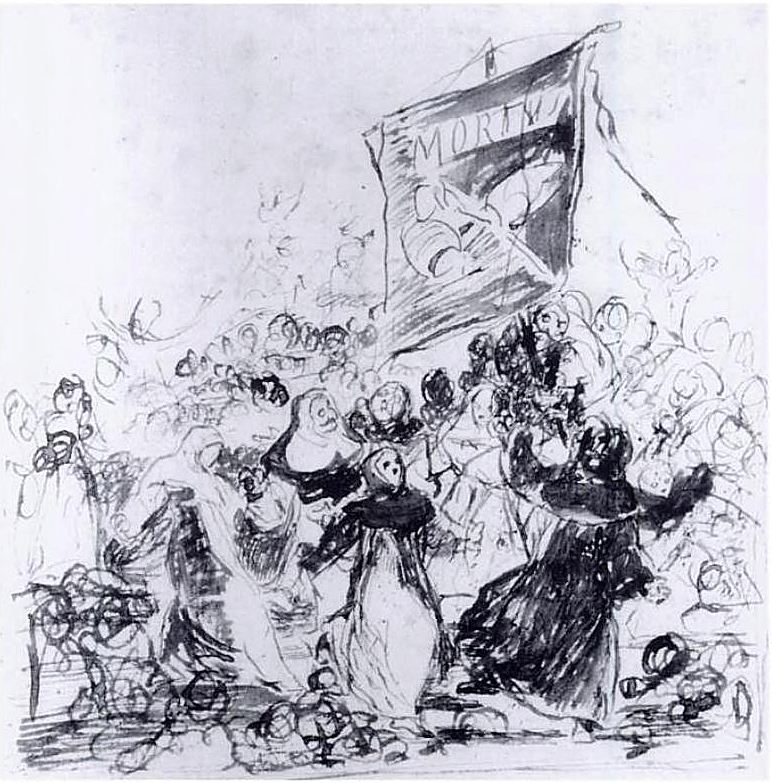
Goya: El entierro de la sardina, Sepiazeichnung um 1816, Museo del Prado, Madrid

Sowohl der Picador mit dem Spieß als auch der Bär drängen in Richtung der Frauen, was als sexuelle Anspielung oder heidnischer Frühlingsritus gedeutet werden kann. Der Bär, der auf dem Höhepunkt des Festes aus seiner Höhle kriecht, wird dabei traditionell von einem verkleideten Mann verkörpert, der sich auf eines der tanzenden Mädchen stürzt, wobei Goyas Darstellung der puppengesichtigen Mädchen auch auf verkleidete Männer oder Prostituierte vermuten lässt, was der kurzfristigen Auflösung sozialer Unterschiede während der Karnevalszeit nahekäme. Die Figuren entsprechen allesamt Charakteren, die traditionell den spanischen Faschingsumzug anführen: der hinter einer Maske mit den Augen rollende „Onkel Chispas“, das aufreizende Mädchen „Chusca“ und der wilde, in einen Mantel gehüllte Herzensbrecher „Juanillo“. Ein wesentliches Element hat Goya in seinem Werk indes vermieden: Die titelgebende Hauptfigur – die Abbildung der „Pelele“, der Strohpuppe, die die Sardine symbolisiert.
Mit den Mitteln der „höfischen Verschlüsselung“ und der Allegorisierung wird Goya in diesem närrischen Treiben wie in den Caprichos versteckte Kritik an der „verdummenden Macht der Kirche“ geübt haben, die er als Massenhysterie sah, „in der die Menge blindlings dem falschen Zauber der Mönche erliegt.“ Vermutlich hatte Goya anfangs tatsächlich die Idee, den Triumph der Religion über den Karneval darzustellen. Auf Röntgenbildern des Gemäldes wurde ersichtlich, dass Goya das große Narrengesicht auf dem Banner erst nachträglich eingefügt und das ursprüngliche, der Vorskizze entsprechende Wort „MORT(U)US“ übermalt hat. An Stelle kirchlicher Insignien trat also närrisches Lachen.

## Provenienz
Das Gemälde befand sich ursprünglich in der Sammlung des Madrider Bankiers und Kunstsammlers Manuel García de la Prada, den Goya zwischen 1805 und 1810 porträtiert hatte. Die weitere Vorgeschichte des Bildes ist unbekannt. De la Prada vermachte das Gemälde zusammen mit den Goya-Werken Prozession der Flagellanten, Das Irrenhaus, Stierkampf und einer unbenannten Inquisitionsszene der Real Academia de Bellas Artes de San Fernando in Madrid. Er beschrieb die Werke in seinem auf den 17. Januar 1836 datierten Testament als „fünf Gemälde auf Holz, vier von ihnen sind horizontal und stellen ein Autodafé der Inquisition, eine Flagellanten-Prozession, ein Irrenhaus und einen Stierkampf dar; ein weiteres, etwas größeres Gemälde zeigt ein Maskenfest. Alle sind Ölgemälde, gemalt vom Hofmaler Don Francisco de Goya, und sehr gepriesen von den Professoren.“

## Tradition
Das Begräbnis der Sardine ist ein großes Volksfest in Spanien und symbolisiert traditionell das Ende des Karnevals und den Beginn der Fastenzeit am Aschermittwoch. Das Fest wird regional unterschiedlich zelebriert.

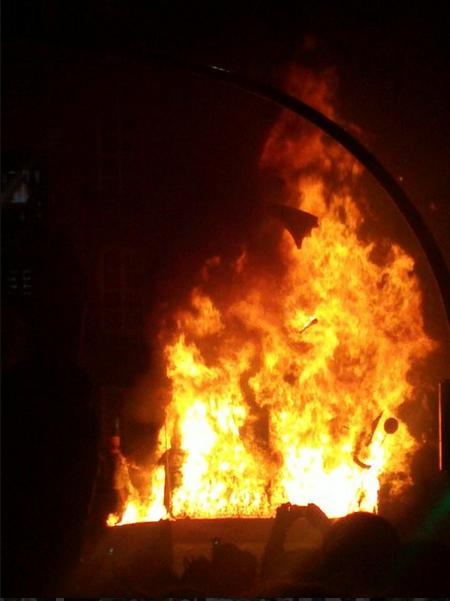
Entierro de la sardina in Murcia

Im Mittelpunkt steht dabei eine riesige buntgeschmückte Fischfigur aus Pappmaché und Stoff, die in einer Prozession von Fackelträgern, wehklagenden Witwen und Trauergästen in Trauerkleidung begleitet durch die Straßen getragen wird. Dem Trauerzug folgen geschmückte Festwagen mit Musikanten und Tanzgruppen, in deren Tross Gaukler und Narren in volkstümlichen Maskeraden allerlei Schabernack treiben. Das Fest endet in den frühen Morgenstunden, wenn die Fischfigur schließlich angezündet oder in manchen Küstenorten, wie etwa in Puerto de la Cruz, Teneriffa, und auf anderen kanarischen Inseln, brennend aufs offene Meer hinaus getragen wird. Mit dem Verbrennen der Figur findet allgemein ein großes Feuerwerk statt. Der Ritus besagt dabei, dass etwas zerstört werden muss, damit es mit neuer Kraft wiedergeboren wird und Neues entstehen lässt, wobei dem Fisch die Symbolik der christlichen Liturgie zukommt. Die Beerdigung der Fastenspeise Fisch erscheint dabei etwas absurd, was wohl im ursprünglichen Brauchtum begründet liegt, bei dem Schweinehälften beerdigt wurden. Daraus entwickelte sich eine Art ironisches „Gegenspiel“ aus „mageren“ und „fetten“ Zeiten.
Einer der traditionellsten Festumzüge ist die Entierro de la Sardina in Murcia, deren Ursprung in das Jahr 1851 zurückreicht, als eine Gruppe Studenten damit begann, die Maskeraden, die sie zuvor in Madrid gesehen hatten – und die in Goyas Gemälde dargestellt sind –, nachzuahmen. Am Vorabend des Festes in Murcia wird an einem öffentlichen Platz, meistens vor dem Rathaus, das „Testament der Sardine“ verlesen. Die eigentliche Parade ist eine Mischung aus mythologischen Karnevalskostümierungen und Festwagen, aus denen Spielzeuge und Süßigkeiten verteilt werden. Die Festvereinigungen stehen dabei unter den Zeichen der verschiedenen Götter des Olymp.